# Luís Manuel Costa Silva
Luís Manuel Costa Silva (sinh ngày 29 tháng 9 năm 1992 ở Matosinhos) là một cầu thủ bóng đá người Bồ Đào Nha thi đấu cho Leixões S.C. ở vị trí tiền vệ.